# Sông nước đọng
Sông nước đọng là một phần của dòng sông trong đó có rất ít hoặc không có dòng chảy. Nó có thể đề cập đến một nhánh của một con sông chính, nằm dọc theo nó và sau đó nối lại với nó, hoặc đến một vùng nước trong một dòng sông chính, với dòng chảy bị đẩy ngược lại bởi thủy triều hoặc bởi một vật cản như một con đập. Hạn chế nhân tạo đối với dòng chảy tự nhiên hoặc các vật cản tự nhiên tạm thời như ùn tắc băng, tắc nghẽn do thực vật hoặc lũ lụt của dòng chảy thấp hơn có thể tạo ra sông nước đọng.

## Kênh thay thế

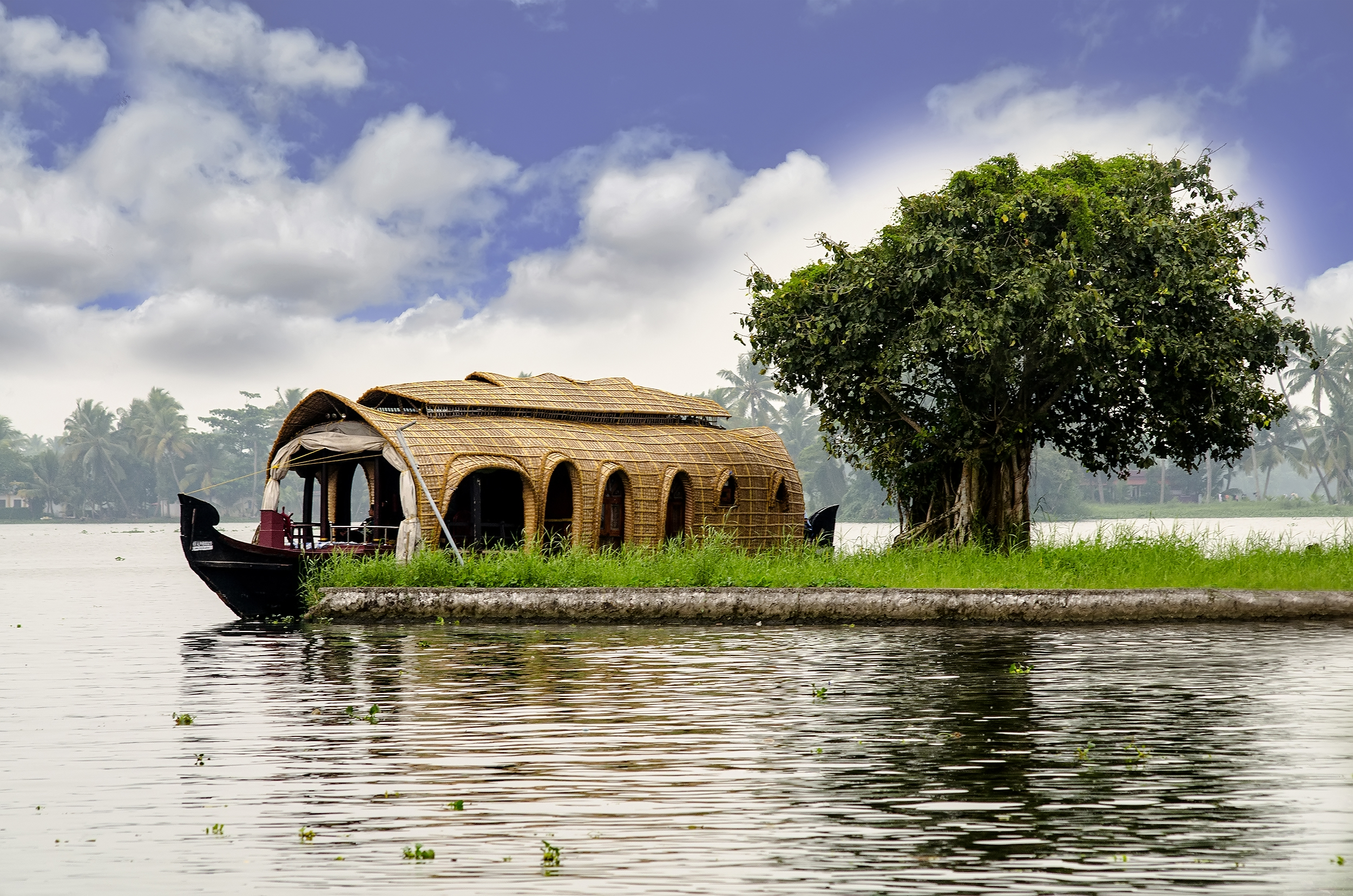
Một chiếc thuyền nhà Kerala ở Kumarakom, Ấn Độ

Nếu một dòng sông đã phát triển một hoặc nhiều dòng nước thay thế trong quá trình phát triển của nó, một kênh nước thường được chỉ định là dòng chảy chính và các kênh thứ cấp có thể được gọi là dòng chảy ngược. Dòng sông chính thường sẽ có dòng chảy nhanh nhất và có khả năng sẽ là tuyến đường chính; Sông nước đọng có thể nông hơn và chảy chậm hơn, nếu có. Một số sông nước đọng rất giàu trong rừng ngập mặn. Điều này dẫn đến một môi trường đa dạng hơn về lợi ích khoa học và đáng được bảo tồn. Sông nước đọng cũng tạo cơ hội cho các hoạt động giải trí như chèo thuyền và câu cá.
Thuật ngữ này đã được áp dụng như một phép ẩn dụ cho các lĩnh vực thể chất và xã hội đã bị bỏ qua. Nó có thể áp dụng cho những nơi đã bị lãng quên trong phát triển kinh tế, hoặc trong biểu thức là "văn hóa sông nước đọng".

## Nước được hỗ trợ bởi một vật cản

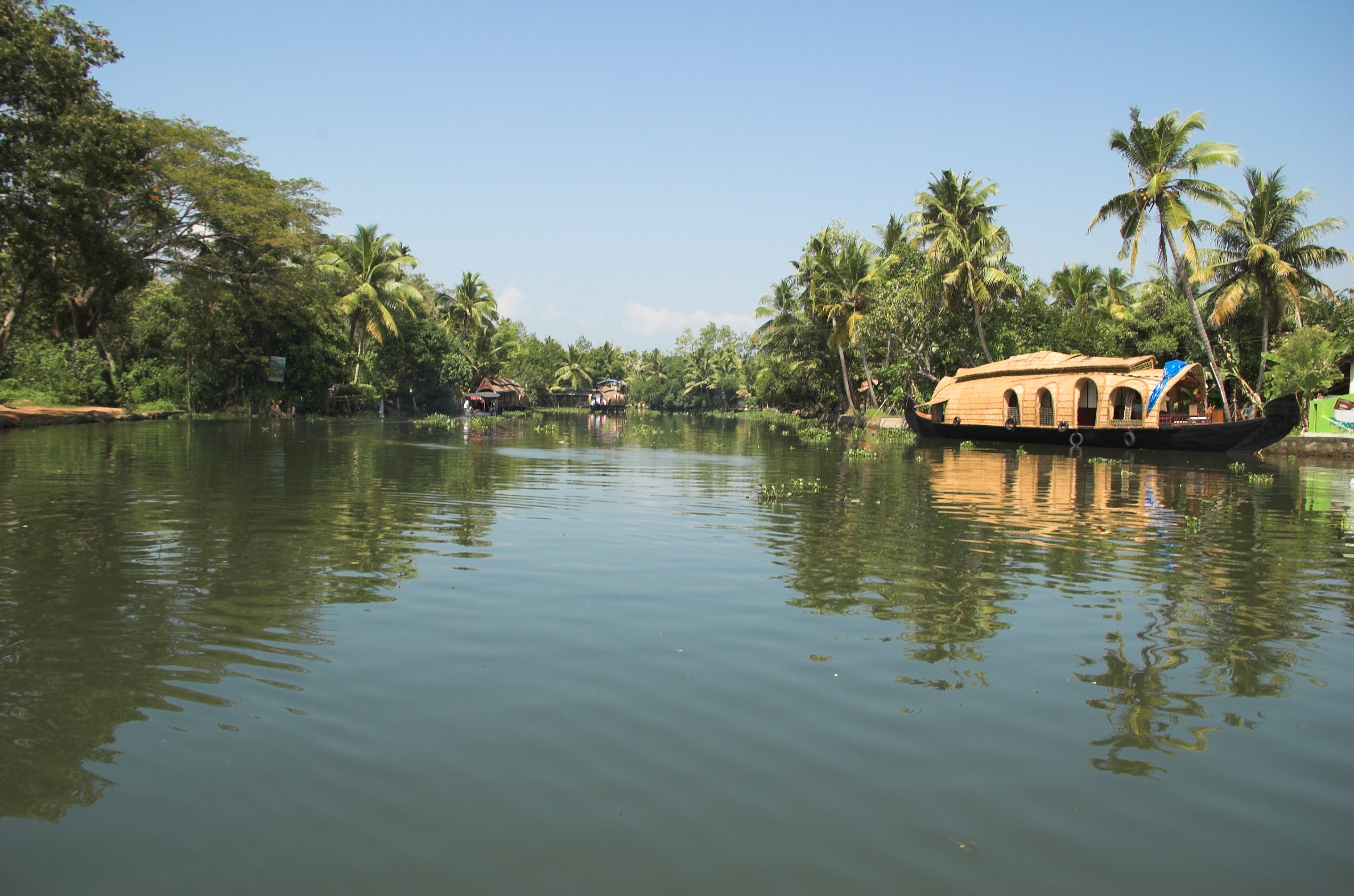
Hồ Kumarakom ở backwaters Kerala

Khi một phần của một con sông gần bờ biển hoặc một đặc điểm khác đặt mức cơ sở của nó, phần bị ảnh hưởng bởi các điều kiện ở miệng sông của nó được gọi là sông nước đọng. Nếu một dòng sông chảy vào hồ hoặc biển, đó là khu vực mà độ dốc của dòng sông giảm xuống vì dòng nước thấp hơn cho phép ở miệng làm cho nước đọng lại. Khi cửa sông bị ảnh hưởng mạnh bởi thủy triều, sự thay đổi theo chu kỳ ở cấp độ cơ sở làm thay đổi phần của dòng sông là nước đọng. Do đó, nước ngọt và nước muối có thể bị trộn lẫn với nhau tạo thành môi trường cửa sông.